# Pogány József
Pogány József, születési és 1903-ig használt nevén Schwartz József (Budapest, 1886. november 8. – Moszkva, kommunarkai kivégzőhely, 1938. február 8.) politikus, újságíró, irodalomkritikus, a Magyarországi Tanácsköztársaság egyik népbiztosa, a Kommunista Internacionálé munkatársa, John Pepper néven az Amerikai Kommunista Párt végrehajtó bizottságának tagja.

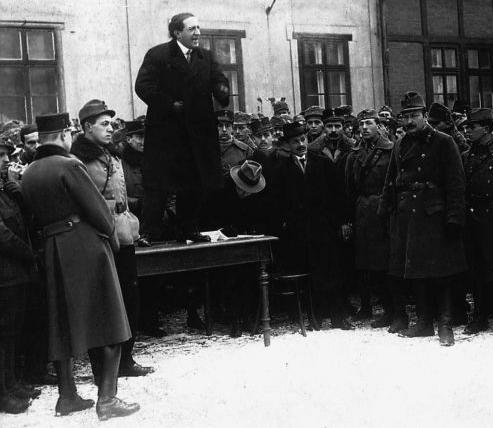
Pogány beszél a Tanácsköztársaság idején

## Élete
Szegény sorsú pesti zsidó családba született, szüleinek komoly erőfeszítést jelentett taníttatása. Érettségi után francia-, német- és magyartanárnak készült, ebben az időben ismerkedett meg a marxizmussal. 1905-ben belépett a Magyarországi Szociáldemokrata Pártba, a tanítói hivatás helyett az újságírói pályát választotta. 1910-től a Népszava és a Szocializmus című folyóiratok munkatársa volt. Irodalomkritikusként többek között a munkások művelődését segítő „Világkönyvtár” sorozat megindítása, a kötetei elé írt bevezető esszék, illetve Ady és az általa vezetett új irodalmi irányzat melletti állásfoglalása fűződik a nevéhez. A marxista szellemű irodalomesztétika egyik első képviselője volt Magyarországon. Pogány József fiatal újságíró korában, 1912-ben jelentkezett a Martinovics páholyba, ahova egy év múlva fel is vették, majd 1914-ben egy napon avatták legénnyé és mesterré. Az első világháború kitörése után frontkatona és haditudósító volt, háborúellenes műveket is írt (Friedrich Adler pere, A Munkapárt bűnei). A szabadkőműves páholyokból 1918-ban a szociáldemokraták pártutasításra kiléptek, Pogány József mellett többek között Diner-Dénes József, Kunfi Zsigmond, Rónai Zoltán, Vágó József.

## Az őszirózsás forradalomban és a Tanácsköztársaságban
1918 őszén az MSZDP baloldali ellenzékéhez csatlakozott. Az őszirózsás forradalom egyik irányítója, a Budapesti Katonatanács vezetője lett. Tevékenysége, hozzáértése igencsak vitatott volt.
1918 decemberében még tiltakozott a Katonatanácsban folyó kommunista agitáció ellen, 1919 tavaszán már kész volt együttműködni a kommunistákkal, sőt ő maga is kommunista lett. Egyik aláírója volt a két munkáspárt egyesülését, a proletárdiktatúra megteremtését deklaráló határozatnak. Szerepet vállalt a Magyarországi Tanácsköztársaságban: hadügyi, később külügyi és közoktatási népbiztos és a Vörös Hadsereg II. hadtestének parancsnoka volt. Stromfeld Aurél lemondása után lényegében ő lett a hadügy irányítója. A Szamuely-féle általános hadkötelezettségi koncepció ellenében a Forradalmi Kormányzótanács által 1919. március 24-én felállított háromtagú bizottság (Kun Béla, Böhm Vilmos és Weltner Jakab) végül is Pogány hadseregtoborzásra épülő koncepcióját támogatta, és ennek alapján jelent meg március 25-én a Vörös Hadsereg fölállításáról szóló rendelet. A hadügy vezetésében lévő nézeteltérései miatt április 4-én lemondott (a Vörös Hadsereg egy zászlóalja is követelte távozását a hadügy éléről), ekkor öttagú hadügyi kollégium vette át a hadügy irányítását.
Népbiztosként tevékeny résztvevője és támogatója volt a Tanácskormány olyan intézkedéseinek, mint például a laktanyák átnevezése uralkodók neveiről munkásmozgalmi alakok nevére; Árpád fejedelem szobrának eltakarása Marx két munkásalakkal ábrázolt figurájával, a szentek és egyházi alakok szobrainak lepellel való letakarása a budapesti május elsejei ünnepségen; Pogány nevéhez fűződik továbbá a Nyugat folyóirat betiltása. Irodalmi munkásságát nem kísérte egyértelmű siker, Napóleon c. darabja a Nyugatban rendkívül lesújtó kritikát kapott Fenyő Miksától kb. egy hónappal a folyóirat betiltása előtt.

## A Tanácsköztársaság bukása után
A Tanácsköztársaság bukása után Bécsbe menekült, majd 1920-ban a Szovjetunióba emigrált, politikai biztosként részt vett a krími harcokban. A Tisza-per előkészítése során megvádolták az őszirózsás forradalom napján Tisza István ellen elkövetett merényletben való részvétellel, ezért a magyar kormány kiadatását kérte Ausztriától. Állítólag Pogány a merénylet idején éppen az Astoria Szálló erkélyéről beszélt az összegyűlt tömeghez, a nyugalom fenntartását kérve, így Ausztria megtagadta kiadatását; az eljárást a Bethlen-kormány meg is szüntette.
1921-től tagja volt a KMP-nek, és ebben az időszakban a Kominternben is tisztséget töltött be. 1922-ben illegálisan az USA-ba utazott, ahol az amerikai kommunista mozgalom magyar részlegében működött, megtanult angolul, majd a John Pepper nevet felvéve az amerikai kommunista párt (Workers Party of America) Végrehajtó Bizottságának lett tagja.
1924-ben visszahívták Moszkvába, de csak később (1925-ben vagy azután) tért vissza, majd rövidesen különféle skandináv, illetve ázsiai országok kommunista mozgalmának (svéd, norvég, dán, kínai, japán, koreai) szervezése céljából külföldre utazott. 1928–1929-ben ismét az USA kommunista mozgalmában tevékenykedett, majd 1930-tól újra a Szovjetunióban élt, ahol gazdaságtörténettel, újságírással foglalkozott.
A Sztálin által kezdeményezett tisztogatások során 1937. július 29-én koholt vádak (pl. ellenforradalmi tevékenység) alapján letartóztatták. 1938. február 8-án halálraítélték, s még aznap végrehajtották az ítéletet. 1956. május 30-án rehabilitálták.

## Munkái
- Arany János politikai nézetei (Budapest, 1909)
- Harcok emberei (tanulmányok, Bp., 1911)
- A Balkán háború és az osztrák-magyar imperializmus (Bp., 1913)
- Lemberg. Tíz hónap a cárizmus uralma alatt (Budapest, 1915)
- A meghódított Orosz–Lengyelországon keresztül (Budapest, 1915)
- A földre szállt pokol (Az Isonzo eposza, 1916)
- A Munkapárt bűnei (Bp., 1917)
- Dánia, a paraszteldorádó (Bp., 1918)
- Halál ellen van orvosság (Budapest, 1918)
- Emberek és korok (Bp., 1919)
- Napóleon (dráma, Bp., 1919)
- Forradalom és ellenforradalom (Bp., 1919)
- Szocialista külpolitika (Bp., 1919)
- A fehér terror Magyarországon (Bécs, 1920)
- Kommunisták és szakszervezetek (Bécs, 1922)
- Kultúra, álkultúra (szerk. az életrajzot és a jegyzeteket írta Geréb László, Bp., 1962)
- Pogány József válogatott írásai (Budapest, 1987)
- Első világháborús riportok; utószó Kőbányai János; Múlt és Jövő, Bp., 2016

### Angol nyelven
- For a Labor Party: Recent Revolutionary Changes in American Politics: A Statement by the Workers Party. 1922
- "Underground Radicalism": An Open Letter to Eugene V. Debs and to All Honest Workers Within the Socialist Party. 1923
- The General Strike and the General Betrayal. 1926
- Why every miner should be a communist 1928, Worker's library, #6
- American Negro problems 1928, Worker's library, #9

## Emlékezete
A rendszerváltás előtt Budapest VIII. kerületében róla volt elnevezve a mai Víg utca.
1986-ban a Magyar Posta bélyeget adott ki róla.